# Marovolagunen

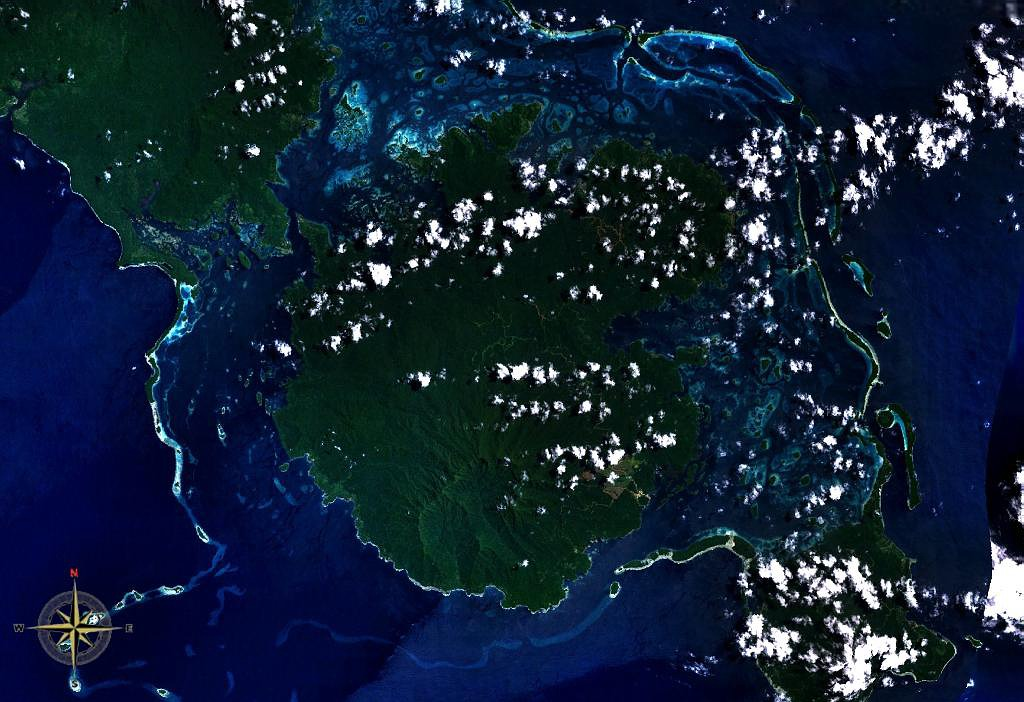
Vangunuön sett från rymden. Marovolagunen syns norr om ön.

Marovolagunen är den största saltvattenslagunen i världen.[källa behövs] Den tillhör ögruppen New Georgiaöarna, norr om Vangunuön, Salomonöarna. Det finns många öar i lagunen, varav några obefolkade. Befolkningen lever i huvudsak av subsistensjordbruk och fiske och talar Marovo. Lagunen är ett populärt dykområde.